# Quartier (Thurnau)
Quartier (oberfränkisch: Gwardia) ist ein Gemeindeteil des Marktes Thurnau im Landkreis Kulmbach (Oberfranken, Bayern). Quartier liegt in der Gemarkung Berndorf.

## Geographie
Die Einöde wird südlich von der Bundesautobahn 70 und westlich von der Staatsstraße 2689 tangiert. Sie liegt direkt an der Anschlussstelle 22 der A 70. Quartier liegt 0,9 km südlich von Thurnau.

## Geschichte
Quartier wurde 1699 erstmals urkundlich erwähnt. Aus welchem Grund der Ort so genannt wurde, ist unklar.
Gegen Ende des 18. Jahrhunderts bestand Quartier aus einem Anwesen. Das Hochgericht sowie die Grundherrschaft über das Söldengut hatte das Giech’sche Amt Thurnau.
Von 1797 bis 1810 unterstand der Ort dem Patrimonialgericht Thurnau. Mit dem Gemeindeedikt wurde Quartier 1811 dem Steuerdistrikt Limmersdorf und 1818 der Ruralgemeinde Berndorf zugewiesen. Am 1. Januar 1972 wurde Quartier im Zuge der Gebietsreform in Bayern in den Markt Thurnau eingegliedert.

### Einwohnerentwicklung
| Jahr      | 001818 | 001861 | 001871 | 001885 | 001900 | 001925 | 001950 | 001961 | 001970 | 001987 |
| Einwohner |        | 5      | 6      | 8      | 5      | 6      | 8      | 4      | 5      | 6      |
| Häuser    | 1      |        |        | 1      | 1      | 1      | 1      | 1      |        | 1      |
| Quelle    | [ 8 ]  | [ 11 ] | [ 12 ] | [ 13 ] | [ 14 ] | [ 15 ] | [ 16 ] | [ 17 ] | [ 18 ] | [ 1 ]  |

## Religion
Der Ort ist evangelisch-lutherisch geprägt und nach Friedenskirche (Berndorf) gepfarrt.